# Matthias H. Nichols

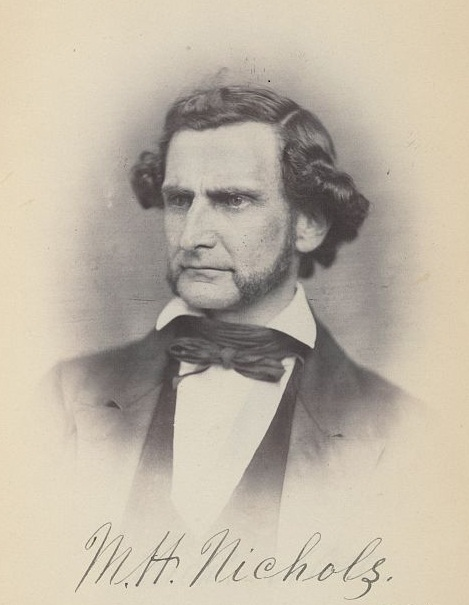
Matthias H. Nichols (1859)

Matthias H. Nichols (* 3. Oktober 1824 in Sharptown, Salem County, New Jersey; † 15. September 1862 in Cincinnati, Ohio) war ein US-amerikanischer Politiker. Zwischen 1853 und 1859 vertrat er den Bundesstaat Ohio im US-Repräsentantenhaus.

## Werdegang
Matthias Nichols besuchte die öffentlichen Schulen seiner Heimat und absolvierte danach eine Lehre im Druckerhandwerk. Seit 1842 lebte er in Lima (Ohio). Nach einem Jurastudium und seiner 1849 erfolgten Zulassung als Rechtsanwalt begann er in Lima in diesem Beruf zu arbeiten. In den Jahren 1851 und 1852 war er Bezirksstaatsanwalt im Allen County. Politisch war er zunächst Mitglied der Demokratischen Partei.
Bei den Kongresswahlen des Jahres 1852 wurde Nichols im vierten Wahlbezirk von Ohio in das US-Repräsentantenhaus in Washington, D.C. gewählt, wo er am 4. März 1853 die Nachfolge von Benjamin Stanton antrat. Nach zwei Wiederwahlen konnte er bis zum 3. März 1859 drei Legislaturperioden im Kongress absolvieren. Diese waren von den Ereignissen im Vorfeld des Bürgerkrieges geprägt. Während seiner Zeit als Abgeordneter wechselte Nichols zweimal seine Parteizugehörigkeit. Bis 1855 vertrat er noch die Demokraten im Kongress. Von 1855 bis 1857 war er Mitglied der Opposition Party. Anschließend wechselte er zur Republikanischen Partei. Im Jahr 1858 wurde er nicht wiedergewählt.
Nach dem Ende seiner Zeit im US-Repräsentantenhaus praktizierte Matthias Nichols wieder als Anwalt. Er starb am 15. September 1862 in Cincinnati und wurde in Lima beigesetzt.